# Crouching Tiger, Hidden Dragon: Sword of Destiny
Crouching Tiger, Hidden Dragon: Sword of Destiny (en chino, 臥虎藏龍：青冥寶劍; pinyin, Wò hǔ cáng lóng: Qīng míng bǎojiàn) es una película de artes marciales estadounidense-china de 2016 dirigida por Yuen Woo-ping y escrita por John Fusco, basada en la novela Iron Knight, Silver Vase de Wang Dulu. También es una secuela de la película de 2000 Wò hǔ cáng lóng. La película es protagonizada por Donnie Yen, Michelle Yeoh, Harry Shum Jr., Jason Scott Lee, Roger Yuan, Woon Young Park, Eugenia Yuan, JuJu Chan, Chris Pang, Veronica Ngo, Shuya Chang y Natasha Liu Bordizzo. La película se estrenó en Hong Kong el 18 de febrero, en China continental el 19 de febrero y en todo el mundo en Netflix fuera de China el 26 de febrero de 2016.

## Reparto
- Donnie Yen como Silent Wolf / Meng Sizhao.
- Michelle Yeoh como Yu Shu Lien.
- Harry Shum, Jr. como Wei-Fang.
- Natasha Liu Bordizzo como Snow Vase.
- Jason Scott Lee como Hades Dai.
- Eugenia Yuan como Blind Enchantress.
- Roger Yuan como Iron Crow.
- JuJu Chan como Silver Dart Shi.
- Chris Pang como Flying Blade.
- Woon Young Park como Thunder Fist Chan.
- Darryl Quon como Turtle Ma.
- Veronica Ngo como Mantis.
- Gary Young como Te Junior.

## Producción
En enero de 2013, se informó que una secuela de la película de 2000 Wò hǔ cáng lóng comenzaría a rodarse en mayo, con Harvey Weinstein produciendo. La coreografías de lucha sería por Yuen Woo Ping. El guion de John Fusco se basaría en el quinto y último libro de la serie Crane-Iron, Iron Knight, Silver Vase. El 18 de marzo de 2013, el actor Donnie Yen confirmó los rumores de que le habían ofrecido un papel en la nueva película. Casi al mismo tiempo, también hubo informes contradictorios sobre si se le había pedido a Michelle Yeoh que repitiera su papel de Yu Shu Lien.
El 16 de mayo de 2013, se anunció oficialmente que la secuela había sido aprobada por el estudio. Inicialmente titulada Iron Knight, Silver Vase (el mismo título que su material original), la película fue retitulada Crouching Tiger, Hidden Dragon: The Green Legend. Se confirmó que Donnie Yen interpretaría a Silent Wolf, mientras que se confirmó que Michelle Yeoh repitió su papel como Yu Shu Lien.
El 20 de agosto de 2013, se informó que Zhang Ziyi estaba en conversaciones para repetir su papel como Jen Yu, pero el agente de Zhang, Ji Lingling, dijo a los medios que eso no era cierto y declaró: "Zhang volvería a interpretar su papel solo si el director fuera Ang Lee".
El 16 de junio de 2014, se anunció que la película sería coproducida por Pegasus Media, China Film Group Corporation y The Weinstein Company, con una fecha de estreno en 2016. El 30 de julio de 2014, el actor Harry Shum, Jr. fue elegido para el papel de Wei-Fang.
Si bien se anunció inicialmente que la producción de la película comenzaría en junio de 2014 con el rodaje en Nueva Zelanda y China, el rodaje se suspendió hasta agosto de 2014. En septiembre de 2014, Variety informó que la fotografía principal estaba en marcha en Nueva Zelanda.
La orden filtrada del Departamento de Administración de Cine de la Administración Estatal de Prensa, Publicaciones, Radio, Cine y Televisión (SAPPRFT) reveló que la producción de la película fue aprobada con enmiendas, incluida la sustitución de White Lotus Society por una facción ficticia de artes marciales, minimizando el contenido de "Oppose the Qing, Restore the Ming", controlando la cantidad de sangre y violencia, y modificando la línea de Yu Xiulian "Un ejército superior destruye a su enemigo sin luchar", a" El ejército que destruye a su enemigo sin luchar es el superior".
La película fue filmada en inglés y doblada al mandarín, a diferencia de su predecesora, que fue al revés.

## Lanzamiento
El 29 de septiembre de 2014, se anunció que Netflix y Harvey Weinstein de The Weinstein Company habían hecho un trato para lanzar la película Crouching Tiger, Hidden Dragon II: The Green Legend en Netflix. La secuela se estrenaría a través de RADiUS-TWC simultáneamente en Netflix y en salas IMAX seleccionadas el 28 de agosto de 2015. El día después del anuncio de Netflix, la cadena de cine estadounidense Regal Entertainment Group anunció que no mostrarían la película en sus cines. Russ Nunley de Regal se negó a ser parte de "un experimento en el que se puede ver el mismo producto en pantallas que varían de tres pisos de alto a 3 pulgadas de ancho en un teléfono inteligente", en lugar de una experiencia de cine normal. El mismo día, AMC, Carmike Cinemas, Cinemark Theatres y Cineworld también anunciaron que no proyectarían la película. El CEO de IMAX, Richard Gelfond, argumentó sobre el rechazo de algunas cadenas, diciendo: "Esta es una prueba, y no puedo decirte con certeza si va a funcionar, pero puedo asegurarte que intentar innovar es una buena idea porque a medida que la tecnología cambia, los espectadores cambian, y tenemos que descubrir qué funciona o no". El 7 de julio de 2015, la película se retiró de su fecha el 28 de agosto de 2015. El 7 de diciembre de 2015 se lanzó un avance de la película. La película estaba programada para estrenarse en China el 8 de febrero de 2016, pero se retrasó hasta el 19 de febrero. La película se estrenó en todo el mundo fuera de China en Netflix y en 10-15 pantallas IMAX en los Estados Unidos el 26 de febrero de 2016.